# Alois Grillmeier
Alois Grillmeier, S.J., nemški duhovnik in kardinal, * 1. januar 1910, Pechbrunn, † 13. september 1998, Unterhaching.

## Življenjepis
24. junija 1937 je prejel duhovniško posvečenje pri jezuitih.
26. novembra 1994 je bil povzdignjen v kardinala in imenovan za kardinal-diakona S. Nicola in Carcere.